# Valjala

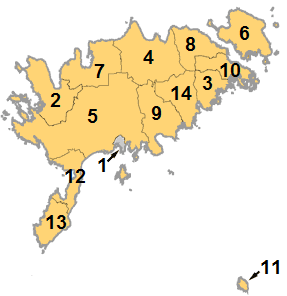
Lokalizacja gminy Valjala na mapie Estonii(14 pozycja)

Valjala - okręg miejski w Estonii, w prowincji Saare. Ośrodek administracyjny gminy Valjala.